# Quit Playing Games (with My Heart)
"Quit Playing Games (with My Heart)" é o quarto single dos Backstreet Boys de seu álbum internacional. Foi gravado em junho de 1995, em Estocolmo, na Suécia e lançado em 1996. Chegou no 1º lugar na Suíça e na Áustria, 2º no UK Singles Chart e 7º nos Países Baixos. Posteriormente, foi incluído no álbum de estreia do grupo nos EUA, e foi lançado como o primeiro single no verão de 1997. Chegou no 2º lugar no Billboard Hot 100, tornando-se seu single de maior sucesso na parada.

## Gravação
A canção foi inesperadamente oferecida à banda durante a gravação de "We've Got It Goin' On", em junho de 1995, em Estocolmo, Suécia. Eles aceitaram a oferta, quando completaram a gravação em apenas dois dias de sua sessão prevista a ser em uma semana de duração. Todos os backing vocals na música, além da harmonia cantada por McLean com ele na ponte, são de Littrell e Kevin Richardson, que decidiram terminar a canção, enquanto os outros membros estavam almoçando.
O single não foi a primeira escolha da gravadora como single de estreia nos EUA. Ela inicialmente queria liberar a cação produzida por Mutt Lange "If You Want It Be Good Girl", mas o grupo foi contra ela, alegando ser uma das suas piores canções. O presidente da Jive, Barry Weiss, afirma que os candidatos sérios como primeiro single também incluía "Anywhere for You" e "All I Have to Give". O grupo queria refazer o vídeo da música, mas a gravadora se recusou, argumentando que eles planejaram para o mercado de rádio, e não de vídeo. A canção finalmente teve êxito sem o apoio da MTV.
A gravação original da canção apresenta Brian Littrell cantando dois versos, com A.J. McLean cantando a ponte. Esta versão foi apresentada na versão inicial do seu álbum de estreia em 1995 e é apresentada em 1997 no álbum de estreia dos EUA. Nick Carter, posteriormente se tornou um membro popular do grupo e por sua voz ter mudado drasticamente devido a puberdade, isso antes da canção ser lançada como um single, um ano depois ele foi gravada, Max Martin foi levado a Londres em setembro de 1996 para regravar o segundo verso com o Nick na Battery Studios. Esta versão foi posteriormente adicionado ao seu álbum de estreia de 1996 como uma nova versão e foi utilizado para as rádios e o vídeo da música. Também foi incluída na reedição do álbum dos EUA.
Há também uma versão em italiano desta canção, intitulada "Non Puoi Lasciarmi Così", cantada pelo Backstreet Boys para os seus fãs na Itália. O vocalista dos dois primeiros versos são cantados por Kevin Richardson e Howie Dorough.

## Vídeo
O videoclipe foi filmado em 17 de outubro de 1996 na Howard Middle School, em Orlando, Flórida. Foi dirigido por Kai Sehr, e mostra os Boys cantando e cantando em uma quadra de basquete deserta à noite. No meio do vídeo, que começa a chover. Os membros do grupo dançam na chuva, alguns deles têm suas camisas desabotoadas, na metade posterior do vídeo da música.

## Lista das faixas
| UK LP-single (1996) |                                                      |         |  |
| N.º                 | Título                                               | Duração |  |
| 1.                  | "Quit Playing Games (with My Heart)" (Video Version) | 3:52    |  |
| 2.                  | "Give Me Your Heart"                                 | 5:06    |  |

| UK Single (1996) |                                                      |         |  |
| N.º              | Título                                               | Duração |  |
| 1.               | "Quit Playing Games (with My Heart)" (Video Version) | 3:52    |  |
| 2.               | "Nobody But You" (Long Version)                      | 6:07    |  |
| 3.               | "Give Me Your Heart"                                 | 5:06    |  |
| 4.               | "Lay Down Beside Me"                                 | 5:30    |  |

| Europa Maxi-Single (1997) / Brasil (2000) |                                                         |         |  |
| N.º                                       | Título                                                  | Duração |  |
| 1.                                        | "Quit Playing Games (with My Heart)" (Video Version)    | 3:52    |  |
| 2.                                        | "Nobody But You" (Long Version)                         | 6:07    |  |
| 3.                                        | "Give Me Your Heart"                                    | 5:06    |  |
| 4.                                        | "Quit Playing Games (with My Heart)" (Acoustic Version) | 3:56    |  |

| EUA LP Promo (Underground Mixes) (1997) |                                                                              |      |         |  |
| N.º                                     | Título                                                                       | Lado | Duração |  |
| 1.                                      | "Quit Playing Games (with My Heart)" (E-Smoove Generator Mix)                | A1   | 7:43    |  |
| 2.                                      | "Quit Playing Games (with My Heart)" (E-Smoove Generator Beatz)              | A2   | 3:59    |  |
| 3.                                      | "Quit Playing Games (with My Heart)" (DJ Sneak's Hardsteppin' Mongoloid Mix) | B1   | 6:28    |  |
| 4.                                      | "Quit Playing Games (with My Heart)" (E-Smoove Vocal Mix)                    | B2   | 6:48    |  |

| EUA LP-Single (1997) |                                                                     |      |         |  |
| N.º                  | Título                                                              | Lado | Duração |  |
| 1.                   | "Quit Playing Games (with My Heart)" (E-Smoove Vocal Mix)           | A1   | 6:48    |  |
| 2.                   | "Quit Playing Games (with My Heart)" (LP Version)                   | A2   | 3:52    |  |
| 3.                   | "Quit Playing Games (with My Heart)" (Jazzy Jim's Mixxshoww Slamma) | B1   | 4:19    |  |
| 4.                   | "Quit Playing Games (with My Heart)" (Maurice Joshua Club Mix)      | B2   | 8:40    |  |

| EUA 2x LP-Single (1997) |                                                                              |      |         |  |
| N.º                     | Título                                                                       | Lado | Duração |  |
| 1.                      | "Quit Playing Games (with My Heart)" (E-Smoove Generator Mix)                | A1   | 7:43    |  |
| 2.                      | "Quit Playing Games (with My Heart)" (E-Smoove Reactor Mix)                  | A2   | 8:30    |  |
| 3.                      | "Quit Playing Games (with My Heart)" (DJ Sneak's Hardsteppin' Mongoloid Mix) | B1   | 6:28    |  |
| 4.                      | "Quit Playing Games (with My Heart)" (LP Version)                            | B2   | 3:52    |  |
| 5.                      | "Quit Playing Games (with My Heart)" (Jazzy Jim's Mixxshoww Slamma)          | C1   | 4:19    |  |
| 6.                      | "Quit Playing Games (with My Heart)" (E-Smoove Vocal Mix)                    | C2   | 6:48    |  |
| 7.                      | "Quit Playing Games (with My Heart)" (Maurice Joshua Club Mix)               | D1   | 8:40    |  |
| 8.                      | "Quit Playing Games (with My Heart)" (E-Smoove Generator Beatz)              | D2   | 3:59    |  |

| Europa Maxi-Single (1997) |                                                         |         |  |
| N.º                       | Título                                                  | Duração |  |
| 1.                        | "Quit Playing Games (with My Heart)" (Video Version)    | 3:52    |  |
| 2.                        | "Christmas Time"                                        | 4:11    |  |
| 3.                        | "Lay Down Beside Me"                                    | 5:30    |  |
| 4.                        | "Quit Playing Games (with My Heart)" (Acoustic Version) | 3:56    |  |

| EUA Single (1997) |                                                   |         |  |
| N.º               | Título                                            | Duração |  |
| 1.                | "Quit Playing Games (with My Heart)" (LP Version) | 3:52    |  |
| 2.                | "Lay Down Beside Me"                              | 5:26    |  |

| Europa Single (1997) |                                                      |         |  |
| N.º                  | Título                                               | Duração |  |
| 1.                   | "Quit Playing Games (with My Heart)" (Video Version) | 3:52    |  |
| 2.                   | "Nobody But You" (Long Version)                      | 6:07    |  |

| EUA Single - Limited Edition (Postcard Prints) (1997) |                                                   |         |  |
| N.º                                                   | Título                                            | Duração |  |
| 1.                                                    | "Quit Playing Games (with My Heart)" (LP Version) | 3:52    |  |
| 2.                                                    | "Lay Down Beside Me"                              | 5:26    |  |

| UK Cassete-Single (1997) |                                      |      |         |  |
| N.º                      | Título                               | Lado | Duração |  |
| 1.                       | "Quit Playing Games (with My Heart)" | A1   | 3:52    |  |
| 2.                       | "Give Me Your Heart"                 | A2   | 5:06    |  |
| 3.                       | "Quit Playing Games (with My Heart)" | B1   | 3:52    |  |
| 4.                       | "Give Me Your Heart"                 | B2   | 5:06    |  |

## Performance nas paradas e vendagens
| Parada (1996)                                      | Melhor posição       |
| -------------------------------------------------- | -------------------- |
| Áustria - Austrian Singles Chart                   | 1                    |
| Bélgica - Belgian Singles Chart (Flandres)         | 8                    |
| Bélgica - Belgian Singles Chart (Wallonia)         | 5                    |
| Países Baixos - Dutch Singles Chart                | 7                    |
| Países Baixos - Dutch Top 40                       | 5                    |
| Suécia - Swedish Singles Chart                     | 15                   |
| Parada (1997)                                      | Melhor posição       |
| Austrália - Australian Singles Chart               | 27                   |
| Nova Zelândia - New Zealand Singles Chart          | 27                   |
| Alemanha - German Singles Chart                    | 1                    |
| Irlanda - Irish Singles Chart                      | 5                    |
| Noruega - VG-lista                                 | 10                   |
| Reino Unido - UK Singles Chart                     | 2                    |
| União Europeia - Alltime Popclassics Chart Top 200 | 1239                 |
| Brasil - Hit Parade Brasil                         | 1[carece de fontes?] |
| Estados Unidos - Billboard Hot 100                 | 2                    |
| Estados Unidos - Billboard Pop Songs               | 2                    |
| Estados Unidos - Billboard Latin Songs             | 12                   |
| Estados Unidos - Billboard Dance/Club Play Songs   | 41                   |
| Estados Unidos - Billboard Adult Contemporary      | 2                    |
| Estados Unidos - Billboard Latin Pop Songs         | 6                    |
| Estados Unidos - Billboard Adult Pop Songs         | 18                   |

| Paradas de fim de ano (1996)               | Posição |
| ------------------------------------------ | ------- |
| Áustria - Austrian Singles Chart           | 27      |
| Bélgica - Belgium Singles Chart (Flandres) | 99      |
| Bélgica - Belgium Singles Chart (Wallonia) | 80      |
| Países Baixos - Dutch Top 40               | 38      |
| Paradas de fim de ano (1997)               | Posição |
| Estados Unidos - Billboard Hot 100         | 11      |
| Paradas de fim de ano (1998)               | Posição |
| Estados Unidos - Billboard Hot 100         | 62      |

| País           | Certificação | Data | Vendas de certificação |
| -------------- | ------------ | ---- | ---------------------- |
| Áustria        | Ouro         | 1996 | 15,000                 |
| Alemanha       | Platina      | 1997 | 500,000                |
| Reino Unido    | Prata        | 1997 | 200,000                |
| Estados Unidos | Platina      | 1997 | 100,000                |